# Piana (rivière)
Pour les articles homonymes, voir Piana (homonymie).
La Piana (en russe : Пья́на) est une rivière de Russie et un affluent de la Soura, dans le bassin hydrographique de la Volga. Elle arrose l'oblast de Nijni Novgorod et la république de Mordovie.

## Géographie
La Piana est longue de 436 km et draine un bassin de 8 060 km2. Son débit moyen est de 25 m3/s à 65 km de sa confluence avec la Soura. Son débit maximum est de 1 500 m3/s et son débit minimal 10 m3/s à 12 m3/s.
Les villes de Perevoz, de Sergatch et les villages de Gaguino, Lomakino, Pilna sont situés sur la Piana.
Son cours inférieur est navigable.

## Source
- Grande Encyclopédie soviétique